# Mary Sánchez (política)
María Vicenta Sánchez García (San Millán, La Rioja, España, 9 de noviembre de 1943 - Buenos Aires, Argentina 26 de marzo de 2016) fue una docente, política y dirigente sindical argentina. Fue una de los fundadores de SUTEBA y la primera mujer en formar parte de la mesa de conducción de la CGT. Además se desempeñó como secretaria General de la Confederación de Trabajadores de la Educación (CTERA), diputada nacional y presidenta del Instituto Nacional de Asociativismo y Economía Social (INAES).

## Biografía
Su padre, un anarquista cordobés, había partido para luchar en la guerra civil española como voluntario y allí había conocido a su madre luego de permanecer preso hasta 1940.
Luego de unos años la familia, con una integrante más, se instalan en el partido bonaerense de La Matanza, donde vivió, se recibió de maestra y comenzó a trabajar militando sindicalmente en la Unión de Educadores de Matanza (integrada a la Federación de Educadores de Bs. As -.DF-Sarmiento) llegando a ser conducción de la misma.

## Trayectoria
El 24 de junio de 1972 la UDEM es expulsada de la FEB por adherir desde La Matanza a los paros nacionales resueltos por el Acuerdo Nacional de Nucleamientos Docentes (ANND) y de la CGT.
Fue congresal por la UDEM del congreso nacional unificador docente realizado en la Capital Federal entre el 8 y 12 de septiembre de 1973 del que nace la Confederación de Trabajadores de la Educación (CTERA) donde ocupó los cargos de Secretaria Administrativa, Secretaria Gremial y Secretaria General en el período 89/94. Durante su gestión en CTERA ocupó la Vicepresidencia de la Internacional de la Educación (IE).
A pesar de las cesantías al cargo de maestra de grado que sufrió, junto a otros compañeros de la Comisión Directiva de la UDEM, desde 1977 comenzando por La Matanza y siguiendo por varios distritos del sur del conurbano bonaerense hasta trabajar en el Instituto Summa en la Ciudad de Buenos Aires. continuo desarrollando actividades culturales y sociales como capacitación docente y una guardería para los hijos de los afiliados del distrito. El cargo le es restituido con el advenimiento de la democracia.
El advenimiento de la democracia le permitió impulsar la unificación de las Uniones de Educadores de la Provincia de Buenos Aires que se logró en el Congreso Unificador en Mar del Plata el 31 de agosto de 1986 y del que fuera su Secretaria General previa conformación del Frente Gremial Docente como instrumento de lucha y debate respecto al modelo sindical vigente impulsando  un paro general durante 42 días de la CTERA que culminó con la llegada a la Capital Federal el 23 de mayo de 1988 de trabajadores de la educación desde todas las provincias conocida como Marcha Blanca. 
Siempre su militancia la concibió y realizó no solo con los trabajadores de la educación sino del resto  de la clase trabajadora, así es como fue la primera mujer que integró la mesa de conducción de la CGT a cargo de la Secretaria de la Mujer cuando CTERA se incorpora a la CGT (1984).
En 1990 renuncia al cargo luego de la fractura la CGT por las diferencias frente a las políticas neoliberales aplicadas por el Gobierno Nacional y en agosto de ese año CTERA realizó el primer paro que una organización sindical  efectuara contra el gobierno de Carlos Menem.
En  1992 fue una de las fundadoras del Congreso de Trabajadores /as de la Argentina (CTA) que en 1996 se transformara en Central de los Trabajadores/as.
En 1994 fue Diputada Constituyente por la Provincia de Buenos Aires convocada por el Frente Grande (FREPASO).
Cumplió mandato como Diputada Nacional por la Prov. de Bs. As. entre 1995 y 1999 – Frente Grande (Alianza FREPASO) integrando las Comisiones de Educación, Legislación Laboral, Modernización Parlamentaria y Mercosur. Entre 1997 y 1999 impulso en la Cámara de Diputados los reclamos que provocaron la instalación de la Carpa Blanca  frente al Congreso. Junto a sus compañeras/ros reclamaban un aumento en los fondos económicos destinados a la educación a través de la sanción de una Ley de Financiamiento Educativo y derogación de la Ley Federal de Educación.
Fue Presidenta del Frente Grande de la Provincia de Buenos Aires, miembro de la Mesa Nacional del Frente Grande (Secretaria de Relaciones Internacionales) y miembro de la Mesa Nacional del FREPASO
Durante el año 2000 presidió el INAES.
Desde 2003 trabajó en el Ministerio de Desarrollo Social, donde impulsó la terminalidad educativa y la inclusión social desde el Plan FINES, que permitió a miles de jóvenes realizar sus estudios primarios y secundarios. Fue coordinadora del Programa “Argentina Trabaja, Enseña y Aprende”, destinado a la alfabetización y acompañamiento de la terminalidad educativa de trabajadores y trabajadoras de cooperativas.
En el año 2005 se hizo cargo de la Dirección de Políticas Sociales Educativas  de la Dirección General de Escuelas de la Prov. de Bs. As. desde el que se incorporó a la Comisión Asesora de Desarrollo Socio Productivo en nombre y representación de dicha Dirección.
En el año 2008 se sumó al Espacio de “Carta Abierta” siendo convocada a integrar la Coordinación y orientar el trabajo de la comisión de educación de dicho espacio.
En el año 2009 se hace cargo de la Coordinación del Programa “Argentina trabaja, enseña y aprende” del Ministerio de Desarrollo Social de la Nación que en articulación con el Ministerio de Educación crea el Programa Finalización Estudios (FINES) que tituló a cientos de miles de estudiantes en todo el país porque desde el trabajo con los cooperativistas se visualizo la necesidad del acompañamiento de las políticas de creación de empleo con programas de alfabetización y terminalidad primaria y secundaria.

## Principales hitos

### Marcha Blanca
Impulsó la gestación de la "Marcha Blanca". Protesta que se realizó el 23 de mayo de 1988 como punto culminante del conflicto gremial de entonces que paralizó el inicio de clases durante más de 40 días.
Durante el gobierno de Raúl Alfonsín, la CTERA encaró un plan de lucha que derivó en 42 días de paro en reclamo de salario único, igual renumeración por igual trabajo, paritaria nacional docente, ley de financiamiento educativo y ley nacional de educación.

### Conflicto de la Carpa Blanca
La Carpa Blanca fue una de las protestas más extensas de la década de 1990 en la República Argentina, llevada a cabo por los sectores docentes, quienes reclamaban un aumento en los fondos económicos destinados a la educacióna través de la sanción de una Ley de Financiamiento Educativo y la derogación de la Ley Federal. Fue un hito en la lucha docente y en la sociedad toda.
En su carácter de Diputada Nacional, Sánchez junto con Marta Maffei, quien era por entonces la Secretaria General de CTERA, y otros, encabezaron esta peculiar protesta.

## Diputada Nacional
En su labor legislativa presentó proyectos de gran relevancia para la vida social argentina, como la propuesta de instituir el 24 de marzo de cada año como el Día Nacional de la Memoria por la Verdad y la Justicia (6048-D-95), la derogación de la ley 24557 de riesgos de trabajo (1560-D-96), sostener la vigencia de la estructura del sistema educativo nacional en los niveles inicial, primario y secundario (4340-D-96), o la creación del fondo de emergencia educativa (1176-D-97).